# Abdellatif Loudiyi
Abdellatif Loudiyi est un homme politique marocain. Il est l'actuel ministre délégué auprès du chef de gouvernement, chargé de l'Administration de la Défense nationale dans le gouvernement El Othmani.

## Parcours politique
Abdellatif Loudiyi a commencé sa carrière politique au sein de l'administration publique, assurant ainsi plusieurs postes dans le ministère des Finances.
Le 2 décembre 2010, à la suite du décès de Abderrahmane Sbaï, il est nommé ministre délégué auprès du Premier ministre, chargé de l'Administration de la Défense nationale dans le gouvernement El Fassi. Le 3 janvier 2012, il est reconduit au même poste dans le gouvernement Benkiran.